# Ignaz Pilat
Ignaz Pilat, eigentlich Ignatz Anton Pilát (* 27. Juni 1820 in St. Agatha; † 17. September 1870 in New York City), war ein österreichischer Gärtner, der den Central Park in New York City maßgeblich mitgestaltete. Sein offizielles botanisches Autorenkürzel lautet „I.A.Pilát“.

## Leben und Werk
Pilat wurde als jüngster von acht Geschwistern am 27. Juni 1820 in St. Agatha in Oberösterreich geboren.
Zunächst absolvierte er eine Ausbildung an einem Wiener Kolleg, dann am botanischen Garten der Universität Wien, an dem er auch sein Berufsleben als Gärtner begann. Anschließend wechselte er an den kaiserlichen botanischen Garten Schönbrunn. Als Indiz seines ausgezeichneten Rufes kann gelten, dass er damit beauftragt wurde, einen Park für Fürst Metternich anzulegen, sein erstes größeres Werk. Von 1843 bis 1853 blieb er am Schönbrunner Botanischen Garten tätig. 1856 ging er nach Amerika, zunächst als Obergärtner auf dem Besitz von Thomas Metcalf bei Augusta (Georgia). 1856 kehrte er nach Wien zurück, um die Leitung des Botanischen Gartens zu übernehmen. Bereits 1857 war er wieder in Amerika, diesmal in New York, wo er am Wettbewerb zur Gestaltung des Central Parks teilnahm.
Pilat ist zudem Autor eines damals bekannten Lehrbuches über Botanik (erschienen in Wien) und eines Werkes über Gartengestaltung (erschienen in Linz). 

### Central Park
Der Ruf Pilats dürfte für Andrew H. Green, den Leiter der Parkkommission zur Gründung des Central Parks, der Grund gewesen sein, ihn für die Anlage des Central Park in New York zu berufen, eine Position, die er bis zu seinem Tod innehatte. Noch 1857 fertigte Pilat im Vorfeld der Neuanlage zusammen mit Charles Rowolle eine Bestandsaufnahme der vorhandenen Vegetation des Geländes an. Im Anschluss gestaltete er den Central Park maßgeblich mit. Als Oberster Landschaftsgärtner („first landscape gardener“; sein Aufgabengebiet entsprach etwa dem eines heutigen Landschaftsarchitekten) und Assistent von Chefplaner Frederick Law Olmsted zeichnete Pilat für die Auswahl sämtlicher Pflanzen, deren Anordnung, Detailarbeiten am Gelände und die schon zeitgenössisch vielgelobten raumbildenden Durchblicke verantwortlich. Insbesondere die Gestaltung des Parkteils „The Ramble“, einer 18 Hektar großen künstlichen Wildnislandschaft etwa in der Mitte des Central Parks, wird Pilat zugeschrieben. Sein Assistent war der aus Karlsruhe gebürtige Gärtner Wilhelm L. Fischer (1819–1899).
Pilat gewidmet ist die am 13. April 2005 vom austrian cultural forum in New York gegründete Ignaz Pilat Society, welche sich der Sanierung von „The Ramble“ annimmt.

### Washington Square Park

Washington Square Park

Ab 1869/1870 landschaftliche Umgestaltung der formalen Anlage durch Pilat, zusammen mit dem Ingenieur Montgomery Alexander Kellogg. Der Washington Square Park war eins der ersten Umgestaltungsprojekte des 1870 gegründeten „Department of Public Parks“ (Leiter: William Grant), dessen leitender Landschaftsplaner Pilat war.

### Madison Square Park

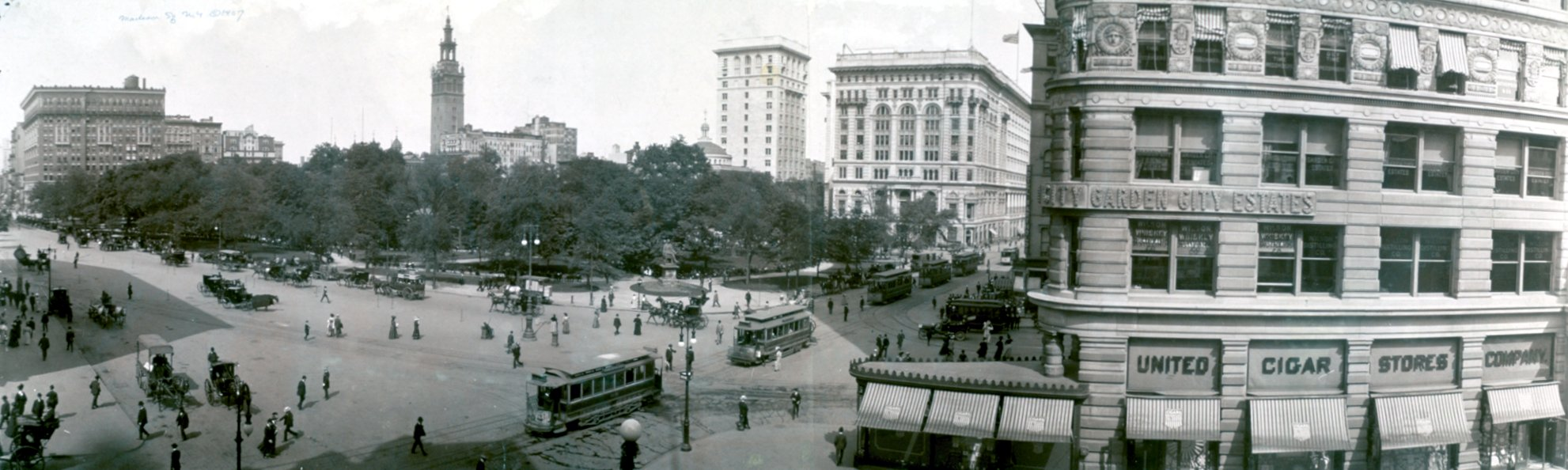
Madison Square, 1908

Ein weiteres Werk von Pilat, das er zusammen mit William Grant schuf, ist die Umgestaltung des Parks am Madison Square in Manhattan (5th Avenue), (ursprünglich eröffnet am 10. Mai 1847, umgestaltet durch Pilat/Grant 1870). Im Zuge der Umgestaltung wurden zahlreiche Figuren im Park aufgestellt. Der originale Park wurde 1925 zerstört, als das Gebäude der „New York Life“-Versicherung errichtet wurde. Im Juni 2001 wurde eine Neugestaltung wieder eröffnet.

### Canal Street Park
Ebenfalls einer der frühesten öffentlichen Parks der Stadt. Später umgestaltet durch Samuel Parsons und 1929 zerstört im Zuge der Bauarbeiten für den West Side Highway.